# عبد العزيز الربيعي
عبد العزيز بن عبد الله بن عبد المحسن الربيعي (1348هـ / 1929م - 11 يونيو 2021) أديب وصحفي سعودي، له العديد من الإنجازات في الأدب، وهو من مؤسسي جريدة الجزيرة السعودية وهو أول مدير تحرير لمجلة الجزيرة المحتجبة، ولد في بلدة الزلفي وهو من أهل بلدة الغاط وترعرع بها.

## حياته
كان يعمل مع والده في فلاحته بالغاط حتى بلوغه سن التاسعة عشر ثم خرج إلى الزلفي البلدة المجاورة وفيها استدان عشرة ريالات من أحد معارفه أجرة سيارة النقل للرياض ومن ثم وصل إلى الرياض عام (1369هجري)وفيها وجد إعانة ديوان الملك عبدالعزيز في قوته اليومي وسكنه وقرر الذهاب إلى مكة المكرمة ليبحث عن لقمة عيشه وفي مكة ساقه القدر للقاء أحد أبناء بلدته من علية القوم
الذي لم يتردد بمد يد العون له وبعدها قصد جازان الذي كلفه أميرها بوظيفة بمركز حدودي قريبة من مدينة ميدي اليمنية ورغم بقائه في وظيفته بضعة أشهر إلا أن قناعته بذاته جعلته يرى تلك الوظيفة عبئاً على صدره ومن ثم قرر الذهاب إلى اليمن وإلى صنعاء تحديداً وهناك قصد الإمام أحمد يحيى حميد الدين إمام اليمن حينذاك واستقبله الإمام ضيفاً عنده أُدهشت صنعاء بزائرها كما أدهشته الحياة الاجتماعية باليمن مما جعله يرى التعليم هدفه الأول في حياته وبدأت التساؤلات تثقل رأسه هل من الممكن البقاء في هذه المدينة وبعد ثلاثة أشهر وصلت الإمام أحمد برقية تتساءل عن مصير الشاب وحينها خيّر أن يبقي أو يعود إلى دياره ووطنه فقرر الرجوع إلى وطنه حينها رجع إلى الرياض ومن أعماله التحاقه بالسلك العسكري وعمل بالحرس الملكي وبقي فيه مدة ومن ثم موظفاً بوزاره الزراعه وله مساهمات كبيرة بالصحافة السعودية.

## الوظائف التي شغلها
في عام 1369هـ عمل موظفاً في إمارة جازان ثم انتقل إلى الحرس الملكي بالرياض في 1370/10/10هـ ثم انتقل إلى وزارة الزراعة والمياة في عام 1376هـ أميناً لمستودعاتها العامة ثم مديراً لإدارة الري والسدود ثم مديراً لإدارة مصلحة الإحصاء ثم مديراً للشئوون الزراعية ثم مديراً للمحافظة على المياه ثم مستشاراً لوزير الزراعة والمياه ومديراً لوحدة الميزانية ومؤسس مجلة الجزيرة السعودية وكان مديراً لتحرير مجلة الجزيرة المحتجبة وقد أعيرت خدماته إلى شركة كهرباء الرياض مراقباً عاماً للشركة وكان عضواً لجريدة الجزيرة وسكرتيراً لجمعيتها العمومية وعضواً في لجنة الإشراف على تحرير جريدتها وسكرتيراً للجانها الفرعية ومديراً لإدارة مؤسستها.
وقد مثلها في مؤتمر القمة العربي الثاني الذي انعقد في الإسكندرية عام 1964م كمندوب لها إضافة لكونه عضو وفد المملكة وعمل بالصحافة وله الكثير من المقالات وقد كتب في العديد من الصحف والمجلات المحلية والعربية.

## قيل عنه
- تكلم عنه الدكتور محمد رجب البيومي في كتابه من أعلام العصر[6] (صفحة 212) بعنوان فتى المروءة وقد قال فيه احرص على قراءة واجهة مجلة الأديب أول ما أقرا منها فأنا أعلم أن صاحبها الملهم يختار لها من روائع الإجاز اللامح وطرائف الأدب الحي مايقوم في كلماته القليلة مقام مقالة رنانة لكاتب جهير، وقال أيضأ لقد كنت أطلق عليه فيما بيني وبين نفسي فتى المروءة وهاهي مجلة (الأديب ) تنقل عنه ماكنت أريد أن أتحدث به مجلوا في سريرته،
- وتكلم عنه فهد بن عبد العزيز الكليب في كتابة علماء وأعلام وأعيان الزلفي[5] في (صفحة 225) وقد ذكر أعماله باختصار وإيجاز.
- ذكره الشيخ ناصر بن سليمان العمري في كتابه (ملامح عربية) وأثنى عليه وقد عنون حديثه عنه بقوله رجل لا يضرب في الظلام في الصفحة (185) وقال ما نصه «عبد العزيز بن عبد الله الربيعي من أهل الغاط من بلدان سدير وهو دوسري من قبيلة أو فخذ الوداعين كان يعمل مع والده في فلاحته بالغاط ثم عمل موظفاً بإمارة جازان في عام 1369ه وانتقل إلى الحرس الملكي بالرياض وعمل فيه مدة بالسلك العسكري ثم عمل موظفاً في وزارة الزراعة وله مساهمات في الصحافة السعودية وغيرها وهو مهتم كثير الاهتمام بشعر أبي الطيب المتنبي ومن شغفه به أنه سمى أحد أولاده محسد كإسم ولد المتنبي وكان أحد المؤسسين لمؤسسة الجزيرة وإليه يعود الفضل في إصدار مؤسسة فهد أول مدير لها وقد اختلف مع بعض المساهمين بها وخرج منها غاضباً وقد خافه أحد أعضاء المؤسسة وطلب من بعض الناس أن يحموه منه في منزله وعلم عبد العزيز بن عبد الله الربيعي بطلبه الحماية فأسرها في نفسه وذهب إلى الخائف في وضح النهار  بمطابع الرياض ودعا جميع العاملين بالمطابع ليجتمعوا لأمر لايعلمونه فلما اجتمعوا قال لهم جمعتكم لتشهدوا ضربي لهذا الجبان وبدأ بضربه وقال أنا لا أضرب بالليل أنا أضرب في وضح النهار وأمام الناس وفي حضورهم ومشهدهم وصار يلاحق الخائف ويضربه والخائف لايبدي مقاومه بل يطلب من الحاضرين تخليصه وكان مشهداً مضحكاً ومزرياً في نفس الوقت»

## مقالاته
له عدة مقالات نشرت في عدد من الصحف والمجلات المحلية والعربية منها:
- مع الراحلين[7]، مقال في جريدة الجزيرة السعودية العدد 14926 السبت 3 شوال 1434، تأبين في إبراهيم بن عبد الله الهبدان، وذكر فيه: «وقال الجاحظ حكيم العرب رحمه الله الحياء لباس سابغ وحجاب واق وستر من العيب» مشيراً إلى خلال كريمة يتحلى بها الفقيد يأتي في مقدمتها (الوفاء والحياء).
- السكوت على مثل هذا جناية[8] مقال في مجلة الأديب اللبنانية العدد رقم 8، 1 أغسطس 1973، من صفحة 28 إلى 34.
- اللغة الخالدة[8]، مقال في مجلة الأديب اللبنانية العدد الثاني 1 فبراير 1972 الصفحة الثامنة.[9]

## وفاته
توفي في يوم الجمعة 1 ذو القعدة 1442 هـ الموافق 11 يونيو 2021.